# Pontassieve
Pontassieve település Olaszországban, Toszkána régióban, Firenze megyében. Lakosainak száma 20 198 fő (2023. január 1.). Pontassieve Borgo San Lorenzo, Fiesole, Rignano sull’Arno, Vicchio, Bagno a Ripoli, Pelago, Rufina és Dicomano községekkel határos.

## Népesség
A település lakossága az elmúlt években az alábbi módon változott:
| Lakosok száma | 20 646 | 20 607 | 20 198 |
|               | 2013   | 2018   | 2023   |